# Cromemco Z-1

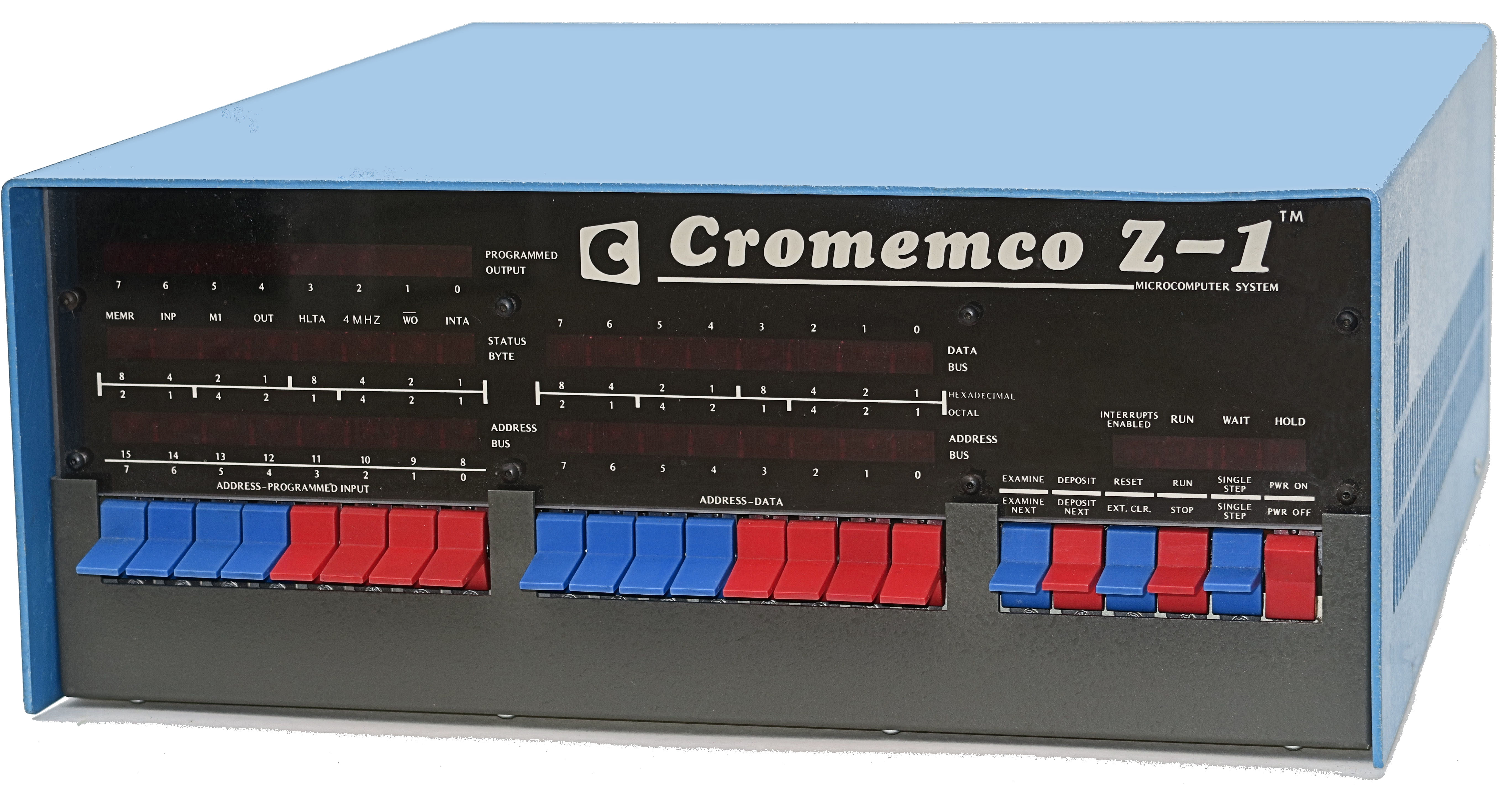
Computador Cromemco Z-1

El Cromemco Z-1, lanzado en agosto de 1976, era un microcomputador basado en el bus S-100. Fue el primer microcomputador que usó el Zilog Z80 microprocesador y fue el primer microcomputador fabricado por Cromemco.

## Historia

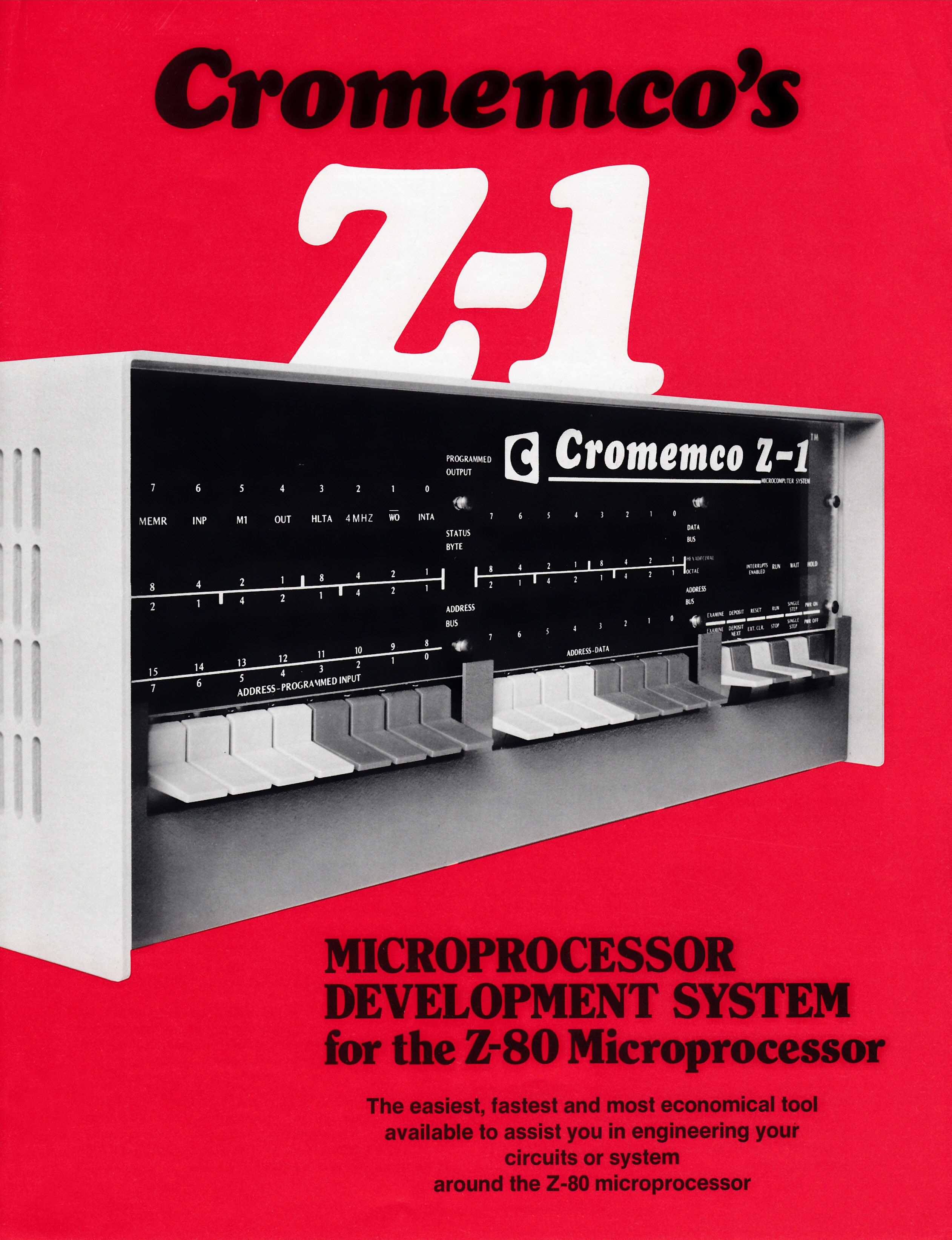
Cromemco Z-1 portada del folleto

A principios de 1976 Cromemco fabricaba placas de interfaz y placas de memoria para instalar en otros computadores como el Altair 8800 o IMSAI 8080. Cuando Cromemco introdujo una placa de procesamiento, basada en el microprocesador Zilog Z80, la compañía tenía todas las placas requeridas para tener un computador completo. Faltaba solo un chasis. El Dr. Harry Garland, el presidente de Cromemco, tuvo la idea de comprar los chasis del computador IMSAI 8080 sin placas, e instalar las placas de Cromemco en este chasis con el fin de producir su propio computador. Bautizó el computador el “Z-1” porque era el primer sistema de su compañía y usó el microprocesador Z80 de Zilog.

## Especificaciones

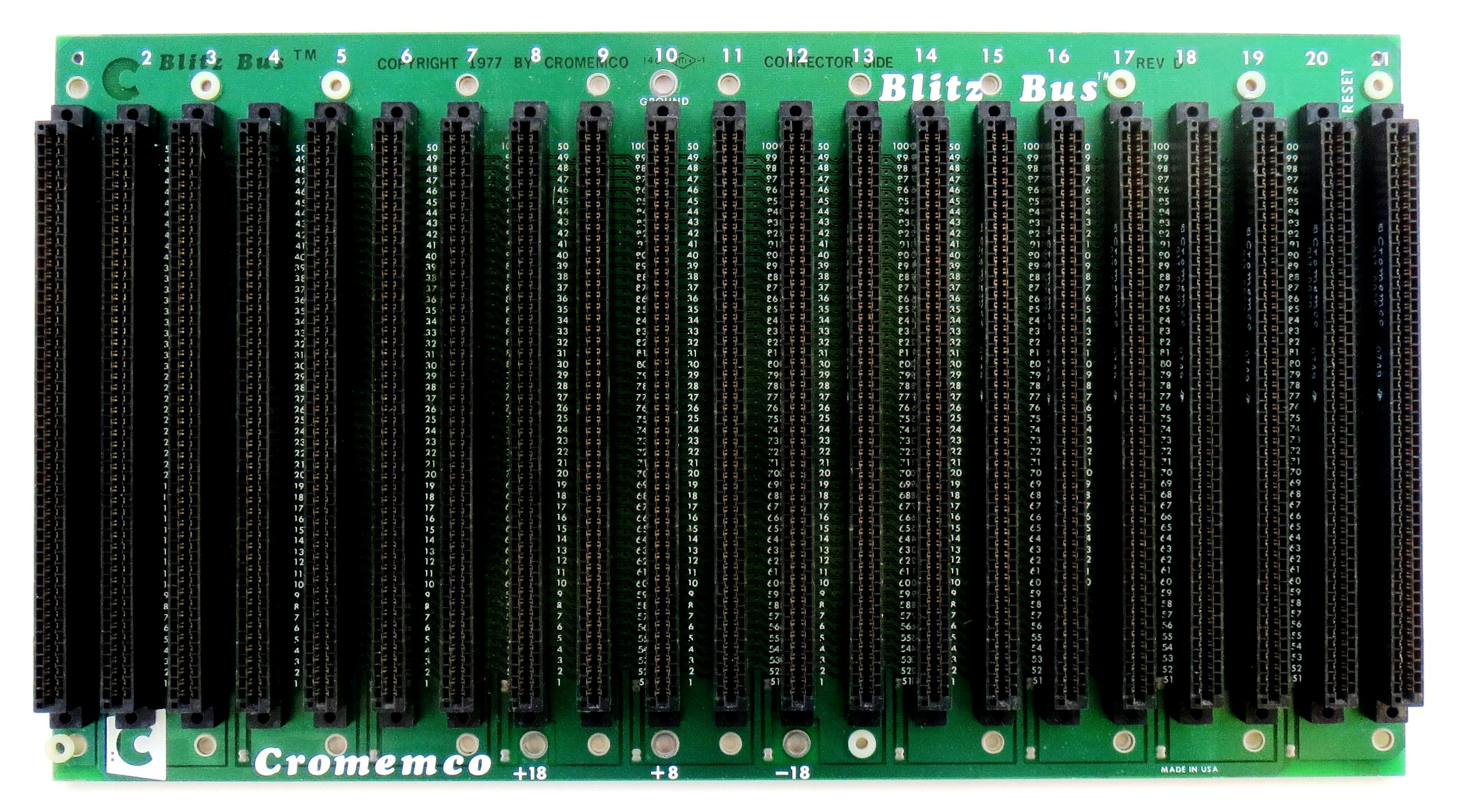
Backplane del Cromemco Z-1: el Cromemco S-100 Blitz Bus

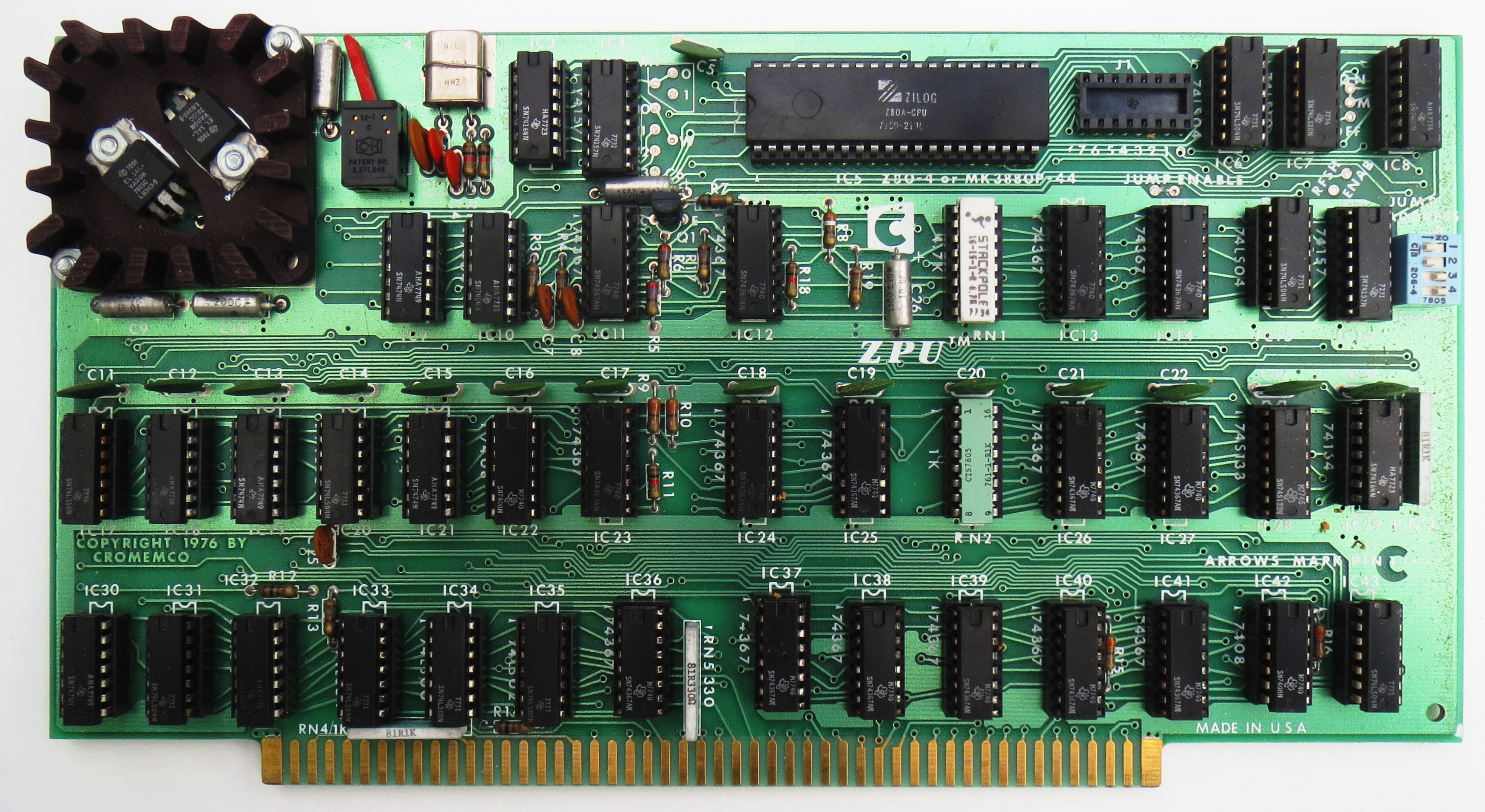
CPU del Cromemco Z-1: el Cromemco ZPU

El computador Z-1 fue fabricado usando el chasis del computador IMSAI 8080. Cromemco instaló sus propias placas en el chasis incluyendo la placa madre con 21 ranuras (el backplane del bus S-100) y las placas de CPU (el Cromemco ZPU),  de memoria, y de interfaz. 
La unidad central de procesamiento del Cromemco Z-1 era el Cromemco ZPU. El Cromemco ZPU utilizaba el microprocesador Zilog Z80 introducido en abril de 1976.
El Cromemco ZPU tenía un interruptor para elegir una señal de reloj de 2 MHz o de 4 MHz. Cuando  el reloj de 2 MHz fue elegido el sistema funcionó con la misma velocidad de otros computadores de la época, como el Altair 8800 o Imsai 8080. Cuando el reloj de  4 MHz fue elegido el sistema era dos veces más rápido que sistemas competidores.
El computador Z-1 tenía una placa de memoria EPROM con capacidad de 8K bytes (el Cromemco Bytesaver). También el computador tenía dos placas de memoria RAM (el Cromemco 4KZ) cada una con una capacidad de 4 KB. 
Para conectar con otros dispositivos, como un terminal, el computador Z-1 tenía una placa de interfaz (el Cromemco TU-ART) que proveía una conexión RS-232.

## Legado
El Cromemco Z-1 fue sucedido por el Cromemco Z-2 computador en 1977. El Cromemco Z-2, basado en el legado del Z-1, se convirtió en uno de los microcomputadores más exitosos de la época.